# Tameem al-Muhaza
Tameem al-Muhaza (arabisch تميم المهيزع, DMG Tamīm al-Muhaiziʿ; * 21. Juli 1996 in Doha) ist ein katarischer Fußballspieler. Er ist auf dem Spielfeld in der Abwehr beheimatet und führt diese Rolle zumeist als rechter Verteidiger aus.

## Karriere

### Verein
Er startete seine Karriere beim al-Gharafa SC, wo er seit der Saison 2014/14 in der ersten Mannschaft beheimatet ist. Dort hatte er in seiner ersten Saison aber keine Einsätze in der Qatar Stars League und wurde so zur Folgesaison nach Spanien zum Kooperationsklub Cultural Leonesa verliehen wurde. Nebst einem Einsatz in der Copa del Rey, wurde er in dieser Saison auch in der drittklassigen Segunda División B sechs Mal eingesetzt. Nach seiner Rückkehr zu al-Gharafa sollte es aber dauern. So kam er in den Spielzeiten 2016/17 und 2017/18 innerhalb der Liga nur jeweils einmal zum Einsatz. Sein Debüt hatte er so am 24. September 2016 bei einer 4:5-Niederlage gegen Lekhwiya. Hier stand er in der Startelf und wurde aber auch schon in der 42. Minute für Adel Ahmad ausgewechselt.
Ab der Saison 2018/19 kam er dann auch ein bisschen öfter in der Liga, wie auch erstmals in der AFC Champions League zum Einsatz. Nach einer einsatzreichen Spielzeit 2020/21 mit 16 Spielen für ihn, wurde er zur Runde 2021/22 nochmal an den al-Khor SC verliehen, hier blieb er aber nur bis Anfang Februar 2022, kam in dieser Zeit für al-Khor aber in acht von 12 Ligaspielen zum Einsatz. Seitdem steht er wieder bei al-Gharafa im Kader, erhielt hier aber auch nur noch hin und wieder Einsätze. In der Spielzeit 2022/23 kam bislang noch kein einziger hinzu, zumindest innerhalb der Liga.

### Nationalmannschaft
Im August 2014 bekam er erstmals, nach vorliegenden Informationen, einen Einsatz für die katarische U-20 Nationalmannschaft. Anschließend stand er auch im Kader der Mannschaft bei der Weltmeisterschaft 2015, wo er in zwei der Gruppenspiele zum Einsatz kam. Am Ende verlor sein Team alle seine Spiele.
Für die U23 hatte er sein erstes bekanntes Spiel dann im Juli 2017. Anschließend stand er auch im Kader der Asienmeisterschaft 2018, wo er in allen Spielen der Mannschaft über die volle Spielzeit auf dem Platz stand und am Ende mit seinem Team sich gegen Südkorea den dritten Platz holte. Später im Jahr war er auch bei den Asienspielen 2018 dabei und kam in zwei Spielen zum Einsatz.
Seinen ersten Einsatz und bislang einzigen, im Dress der katarischen A-Nationalmannschaft, hatte er am 29. Januar 2019 im Halbfinale der Asienmeisterschaft 2019. Zuvor war er ohne ein einziges Spiel für die Nationalmannschaft zuvor bestritten zu haben für den Turnierkader nominiert worden. In der 93. Minute wurde er dann, als es schon 4:0 für Katar gegen die VAE stand und der Gegner nur noch 10 Mann auf dem Platz hatte, für Ró-Ró eingewechselt. Am Ende gewann Katar das Turnier im Finale über Japan und gewann somit den ersten Titel als Asienmeister in der Verbandsgeschichte. Später stand er auch noch im Kader bei der Copa América 2019, hier bekam er aber keinerlei Einsatz.

## Erfolge

### International
- Gewinner der Asienmeisterschaft
  - 2019